# Coelogyne pulchella
Coelogyne pulchella (Rolfe, 1898) è una pianta della famiglia delle Orchidacee originaria dell'Asia Sud-Orientale.

## Descrizione
C. pulchella è un'orchidea di piccole dimensioni a crescita epifita, sugli alberi della foresta tropicale. Presenta un robusto rizoma che porta pseudobulbi di forma da ovoidale a ovoidale-oblunga, con coste angolari che diventano via via più pronunciate col tempo, di colore verde scuro che portano al loro apice 2 foglie picciolate, di forma da oblanceolata a oblungo-ellittica, ad apice acuto, piuttosto coriacee, dotate di 7 nervature.
La fioritura avviene in primavera mediante un'infiorescenza racemosa, eretta,  lunga da 24 a 26 centimetri, nuda e portante da 4 fino a 12 fiori. Questi sono grandi in media 3 centimetri, si aprono contemporaneamente, sono di colore bianco e hanno sepali lanceolati, dei quali i 2 laterali ripiegati verso il basso, più grandi dei petali di forma triangolare, molto acuta. Il labello è bilobato e presenta margini ondulati e una caratteristica macchia rosso porpora.

## Distribuzione e habitat
La specie è originaria dell'Asia del sudest, in particolare dello stato cinese di Yunnan e del Myanmar, dove cresce come epifita sugli alberi della foresta tropicale.

## Coltivazione
Queste piante sono meglio coltivate in vaso, in terreno di media consistenza e ben drenato, come le cortecce d'abete. Richiedono una posizione in ombra, temendo la piena luce del sole con temperature calde per tutto il corso dell'anno..